# Bisbat de Ciudad Valles
El bisbat de Ciudad Valles (castellà: Diócesis de Ciudad Valles, llatí: Dioecesis Vallipolitana) és una seu de l'Església Catòlica a Mèxic, sufragània de l'arquebisbat de San Luis Potosí, i que pertany a la regió eclesiàstica Bajío. Al 2013 tenia 1.019.000 batejats sobre una població de 1.099.000 habitants. Actualment està regida pel bisbe Roberto Octavio Balmori Cinta, M.J.

## Territori
La diòcesi comprèn 25 municipis de la part oriental de l'estat mexicà de San Luis Potosí.
La seu episcopal és la ciutat de Ciudad Valles, on es troba la catedral de Mare de Déu de Guadalupe.
El territori s'estén sobre 11.527 km², i està dividit en 47 parròquies.

## Història
La diòcesi va ser erigida el 27 de novembre de 1960 mitjançant la butlla Cum rectus rerum del Papa Joan XXIII, prenent el territori dels bisbats de Huejutla i de San Luis Potosí (avui arquebisbat). Originàriament era sufragània de l'arquebisbat de Monterrey.
El 28 de maig de 1997 cedí una porció del seu territori a benefici de l'erecció del bisbat de Matehuala.
El 25 de novembre de 2006 passà a formar part de la província eclesiàstica de San Luis Potosí.

## Cronologia episcopal
- Carlos Quintero Arce † (20 de març de 1961 - 3 de març de 1966 nomenat arquebisbe coadjutor d'Hermosillo)
- Alfonso Reyes Ramos † (29 de novembre de 1966 - 26 de juliol de 1969 mort)
- José Melgoza Osorio † (18 de maig de 1970 - 5 de febrer de 1979 nomenat bisbe de Netzahualcóyotl)
- Juvencio González Álvarez † (8 de gener de 1980 - 18 de juliol de 1995 mort)
- José Guadalupe Galván Galindo (8 de juliol de 1994 - 12 d'octubre de 2000 nomenat bisbe de Torreón)
- Roberto Octavio Balmori Cinta, M.J., des del 5 d'abril de 2002

## Estadístiques
A finals del 2013, la diòcesi tenia 1.019.000 batejats sobre una població de 1.099.000 persones, equivalent al 92,7% del total.
| any  | població  | població  | població | sacerdots | sacerdots       | sacerdots       | sacerdots             | diaques | religiosos | religiosos | parròquies |
| ---- | --------- | --------- | -------- | --------- | --------------- | --------------- | --------------------- | ------- | ---------- | ---------- | ---------- |
| any  | batejats  | total     | %        | total     | clergat secular | clergat regular | batejats por sacerdot | diaques | homes      | dones      |            |
| 1965 | 399.000   | 400.000   | 99,8     | 31        | 29              | 2               | 12.870                |         | 4          | 45         | 17         |
| 1968 | 432.000   | 435.000   | 99,3     | 35        | 31              | 4               | 12.342                |         | 6          | 50         | 19         |
| 1976 | 498.500   | 502.000   | 99,3     | 44        | 30              | 14              | 11.329                |         | 17         | 66         | 33         |
| 1980 | 522.000   | 525.000   | 99,4     | 51        | 34              | 17              | 10.235                |         | 20         | 89         | 41         |
| 1990 | 669.000   | 720.000   | 92,9     | 52        | 42              | 10              | 12.865                |         | 11         | 128        | 34         |
| 1999 | 825.000   | 925.000   | 89,2     | 60        | 48              | 12              | 13.750                |         | 12         | 118        | 37         |
| 2000 | 841.500   | 943.500   | 89,2     | 62        | 50              | 12              | 13.572                |         | 12         | 116        | 40         |
| 2001 | 859.500   | 964.500   | 89,1     | 64        | 52              | 12              | 13.429                |         | 12         | 116        | 41         |
| 2002 | 875.500   | 981.000   | 89,2     | 60        | 48              | 12              | 14.591                |         | 12         | 121        | 41         |
| 2003 | 885.000   | 985.000   | 89,8     | 65        | 52              | 13              | 13.615                |         | 13         | 114        | 41         |
| 2004 | 890.000   | 990.000   | 89,9     | 70        | 56              | 14              | 12.714                |         | 17         | 106        | 41         |
| 2006 | 939.000   | 999.000   | 94,0     | 76        | 61              | 15              | 12.355                |         | 17         | 105        | 42         |
| 2013 | 1.019.000 | 1.099.000 | 92,7     | 80        | 65              | 15              | 12.737                | 1       | 18         | 138        | 47         |